# Sergio (arcivescovo)
Sergius, in latino Sergius (VIII secolo – Ravenna, 769), è stato un arcivescovo italiano, arcivescovo di Ravenna, dal 744 al 769. Sergio fu l'ultimo arcivescovo di Ravenna capitale dell'Esarcato d'Italia.

## Biografia
A differenza di quasi tutti i suoi predecessori, quando nel 744 fu eletto arcivescovo, Sergio era un laico sposato. È possibile che sulla sua scelta abbia pesato il parere della nobiltà ravennate. Era «giovane d'età, piccolo di statura, l'aspetto gradevole [...] e proveniva da una famiglia molto nobile». Secondo le norme del diritto canonico, dopo l'elezione dovette divorziare, poi si recò a Roma per essere ordinato da papa Zaccaria.
Nell'VIII secolo la sede arcivescovile di Ravenna aveva giurisdizione sopra un vasto territorio, che andava dal Po ad Ancona (Esarcato di Ravenna e Pentapoli bizantina). Eletto nel 744, sette anni dopo la città fu occupata da Astolfo, re dei Longobardi (estate 751). Fu Sergio a trattare le condizioni di pace, poiché l'esarca Eutichio si era rifugiato a Napoli. Sergio collaborò con il nuovo sovrano di Ravenna e cercò di assicurare l'indipendenza della sua Chiesa sotto l'occupazione longobarda.
Sergio contava anche sul fatto che Astolfo non sarebbe rimasto a lungo a Ravenna e sarebbe ritornato nella sua capitale, Pavia. Avrebbe lasciato una guarnigione militare a controllo dei centri nevralgici del potere, ma la sua presenza fisica sarebbe stata altrove. Astolfo infatti nominò un dux a capo della città e marciò verso Roma. Fu fermato dal re dei Franchi Pipino il Breve, alleato della Sede Apostolica, che nel 755 e nel 756 sconfisse in battaglia Astolfo e fermò i suoi progetti egemonici. Successivamente il re dei Franchi incaricò un suo consigliere, l'abate Fulrado di Saint Denis, di entrare nelle città dell'Esarcato per riceverne la sottomissione.
Dopo l'abdicazione di Astolfo salì sul trono longobardo Rachis, che però pochi mesi dopo fu spodestato da Desiderio (757-774). Il nuovo re si rifiutò di cedere le terre dell'Esarcato. Desiderio, che risiedeva a Pavia, non aveva lasciato alcuna milizia di guardia a Ravenna.
In sua assenza, il pontefice Stefano II formò un esercito e lo inviò nell'ex capitale per occupare la città. Attribuì al comandante dell'armata, Eutichio, il titolo di dux. Insieme ad Eutichio si insediò a Ravenna il diacono Filippo, che prese la guida dell'amministrazione ecclesiastica
.
Sergio, che non sopportava la soggezione di Ravenna all'Urbe, chiese aiuto ai Longobardi per respingere il comandante romano. Ma prima che essi passassero all'azione, Eutichio fece arrestare Sergio. Essendo stato accusato di essere asceso all'episcopato violando il diritto canonico in quanto laico, l'arcivescovo doveva essere sottoposto al giudizio di un tribunale di vescovi. Condannato, fu messo agli arresti. In sua assenza, Eutichio e Filippo governarono, rispettivamente, la città e la Chiesa di Ravenna esercitando i poteri e le funzioni che erano state dell'esarca.
La prigionia di Sergio terminò con la morte di papa Stefano II, nell'aprile 757. Il nuovo papa, Paolo I, liberò tutti i detenuti e concesse l'indulgenza riguardo alle loro colpe. Il pontefice, trovatosi in difficoltà politiche e non essendo intervenuto in suo aiuto Pipino, si vide costretto a riconciliarsi con Sergio, al quale restituì i poteri di governo temporale sui territori di Ravenna e della Pentapoli in cambio della sua non ostilità alla Sede Apostolica. Sergio tornò a Ravenna per riprendere possesso della sede esarcale, anche se dovette accettare che la Santa Sede mantenesse un presidio militare in città. Una soluzione che avrebbe dovuto essere temporanea, ma che si protrasse per tutto il resto dell'episcopato di Sergio, che morì il 25 agosto 769.
A Sergio è attribuita la costruzione dell'edificio del monastero fondato (probabilmente dal predecessore Giovanni V) presso la Basilica di Sant'Apollinare in Classe.